# Siège de Nieuport (1793)
Pour les articles homonymes, voir Bataille et siège de Nieuport.
Première Coalition
Batailles
Le siège de Nieuport (du 3 brumaire an II (24 octobre 1793) au 8 brumaire an II (29 octobre 1793) ) est une tentative française infructueuse de capturer les ports de la Manche utilisés par l'armée britannique en Belgique en 1793.

## Contexte
Après la prise de Furnes le 31 mai 1793, les coalisés s'étaient encore une fois emparés de Furnes. Dunkerque était serré de près par une armée anglaise, lorsque la victoire de Hondschoote mit les Français en état de les repousser. Une colonne française de 12 000 hommes, sous le commandement du général Vandamme, quitte Dunkerque, puis après l'enlèvement de vive force de Furnes, puis le 24 octobre 1793 (3 brumaire an II) mettent le siège devant Nieuport par un bombardement.

## Le siège
Nieuport était défendue par un peu moins de 1 300 hommes, composée du 53rd (Shropshire) Regiment of Foot britannique (en), de deux faibles bataillons de Hesse et de quelques dragons. Un troisième bataillon de Hessois atteint le port le 27 octobre, mais la ville a été sauvée par la réaction rapide des principaux commandants alliés. Plus tôt dans le mois, Frédéric duc d'York s'était déplacé vers l'est à Englefontaine dans le but d'aider le prince de Saxe-Cobourg à assiéger Maubeuge. Une fois qu'il a découvert que ses communications avec la Grande-Bretagne étaient menacées, le duc d'York s'est déplacé vers l'ouest, suivi de Saxe-Cobourg avec la moitié de son armée.
Les plaines des environs de Nieuport étant coupées par une multitude de fossés remplis d'eau et d'inondations, le général Hoche répondait, avec quelques pièces de 4, à la canonnade avec du gros calibre des assiégés. 
Dans la soirée du 28 octobre, le général Grey atteignit Ostende et envoya le 42e régiment à pied britannique et quatre compagnies d'infanterie légère à Nieuport. La même nuit, Frédéric duc d'York, avec la force principale, atteint Camphin, près de Lille. Le lendemain matin, réalisant que l'armée de secours était proche, le général Vandamme fit abandonner le siège. 
Peu de temps après c'était la fin de la campagne pour l'année.
Rapport historique du siège de Nieuport et détails particuliers des mouvements de la colonne commandée par le général de brigade Gougelot, fait par le citoyen F. Durutte, adjudant-général, par ordre du général de division Souham, à Hondschoote, le 16 frimaire, l'an II de la République française, une et indivisible (6 décembre 1793).